# Every Grain of Sand
Every Grain of Sand es una canción del músico estadounidense Bob Dylan publicada en el álbum de estudio de 1981 Shot of Love.
Posteriormente, "Every Grain of Sand" figuraría en recopilaciones como Biograph y The Bootleg Series Volumes 1-3 (Rare & Unreleased) 1961-1991, además de en la banda sonora de la película de 1997 Another Day in Paradise. 
"Every Grain of Sand" fue bien recibida por sus imágenes, que algunos compararon con William Blake. La canción fue en parte inspirada por los siguientes versos de William Blake del poema "Augurios de inocencia":

To see a world in a grain of sand 
 And a heaven in a wild flower, 
 Hold infinity in the palm of your hand 
 And eternity in an hour.
Para ver el mundo en un grano de arena 
 y el cielo en una flor silvestre 
 abarca el infinito en la palma de tu mano 
 y la eternidad en una hora.

Durante la época, Dylan había entrado en una fase espiritual de su vida, en la que se había convertido al Cristianismo y grabado varios álbumes con alusiones bíblicas, entre los cuales figura Shot of Love. Aun así, también es visto como un trabajo secular, siendo descrita por la revista musical Rolling Stone como una actualización de la canción de 1964 "Chimes of Freedom".
Entre las referencias bíblicas incluidas en "Every Grain of Sand" figuran la cadena de acontecimientos de Caín (Génesis, 4: 1-16) y la obediencia de Abraham a Yahveh (Génesis 22: 15-18).

## Versiones
El grupo de alt-country Giant Sand incluyó una versión de este tema en su LP "Swerve" (1990). En 2003, fue interpretada por Emmylou Harris y Sheryl Crow en el funeral del músico y amigo de Dylan Johnny Cash.